# Salme (plaats)
Salme is een plaats met de status van vlek (Estisch: alevik) in de gemeente Saaremaa, provincie Saaremaa in Estland.
Tot in oktober 2017 was Salme de hoofdplaats van de landgemeente Salme. In die maand werd de gemeente bij de fusiegemeente Saaremaa gevoegd.

## Bevolking
De plaats had 469 inwoners op 31 december 2011 en 421 inwoners op 31 december 2021.

## Ligging
De plaats ligt aan de zuidkust van het eiland Saaremaa. Bij Salme begint het schiereiland Sõrve.

## Geschiedenis
In 2008 werden bij Salme twee overnaads gebouwde schepen gevonden uit ca 750 na Chr., gebruikt als scheepsgraf voor Vikingstrijders.
Salme zelf werd in 1461 voor het eerst genoemd onder de naam Wilke van der Salme, een boerderij. De naam was waarschijnlijk die van de boer. In 1521 was Salme een dorp. De plaats hoorde eerst bij het landgoed van Abruka en later bij het landgoed van Käesla.
In 1863 werd bij Salme een van de eerste lokale zangfeesten gehouden, het Sõrve laulupidu. De organisatoren waren Martin Körber, de dominee van Anseküla, en de koster Peeter Südda, de oudoom van de componist en organist Peeter Süda. Op het zangfeest traden bijna zestig zangers op.
Tijdens de Tweede Wereldoorlog werd Salme compleet verwoest. Na de oorlog moest het dorp opnieuw worden opgebouwd. In 1977 kreeg het de status van vlek (alevik).

## Foto's

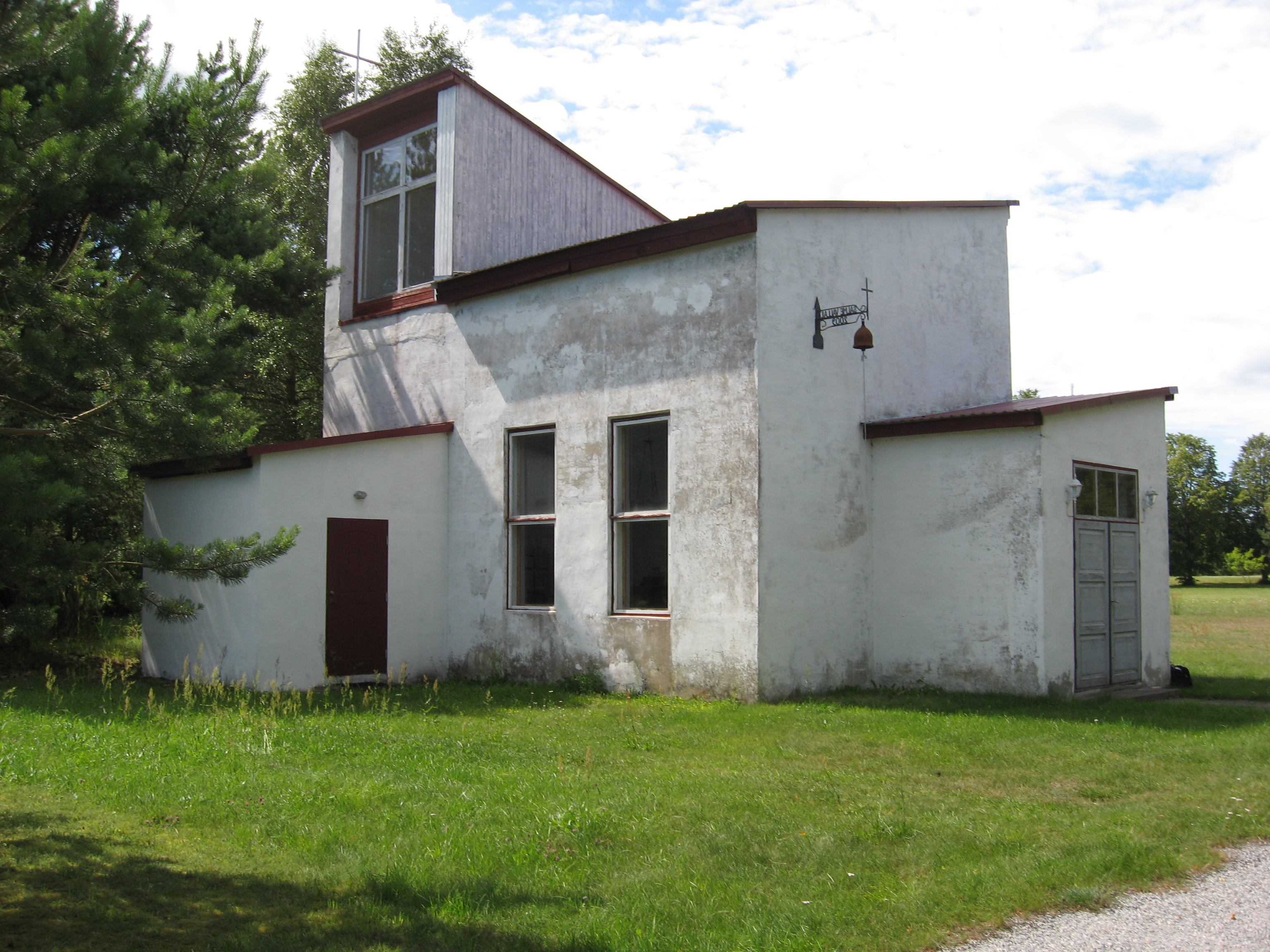
De kerk van Salme
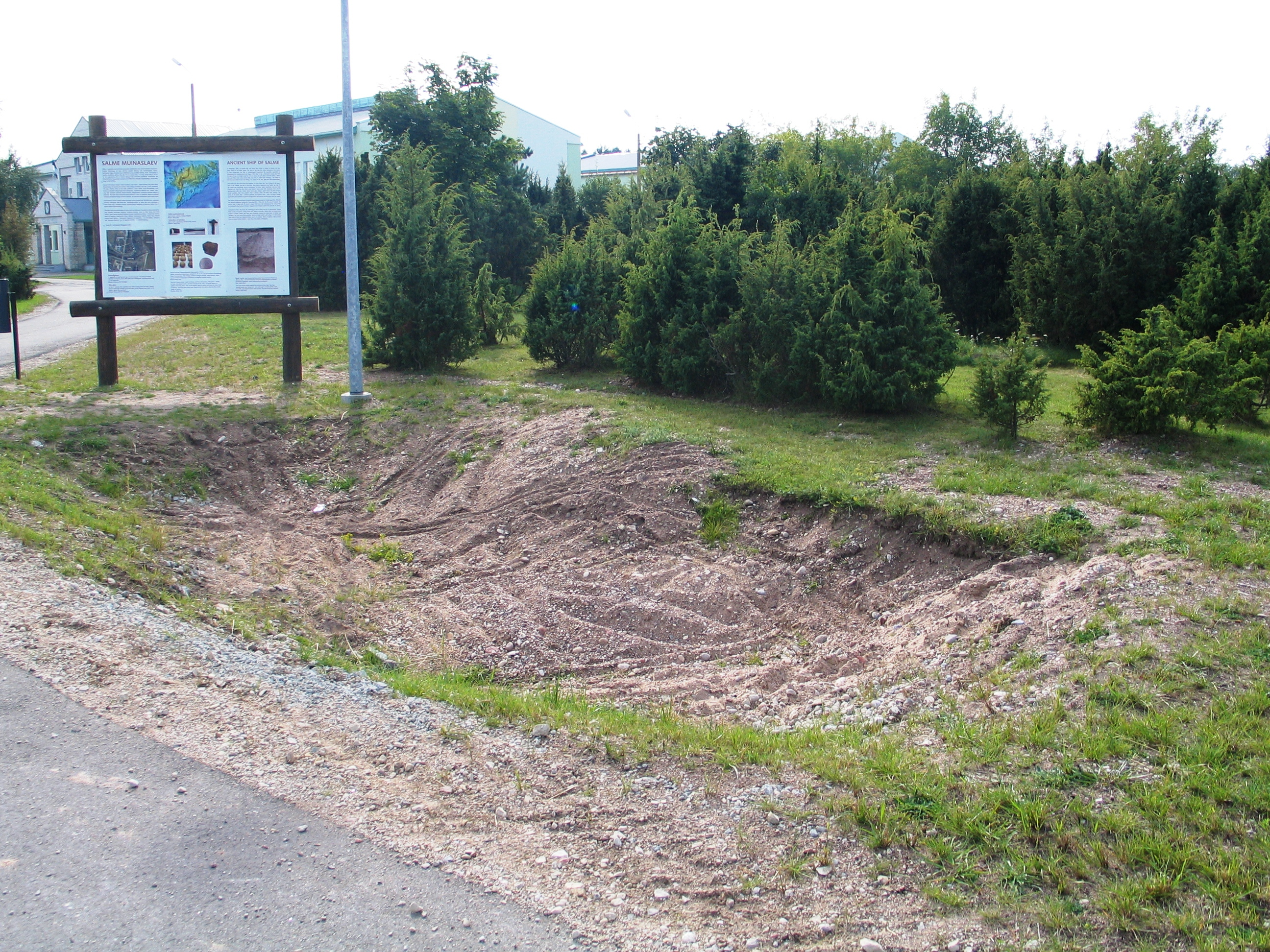
De plaats waar een van de Vikingschepen is gevonden
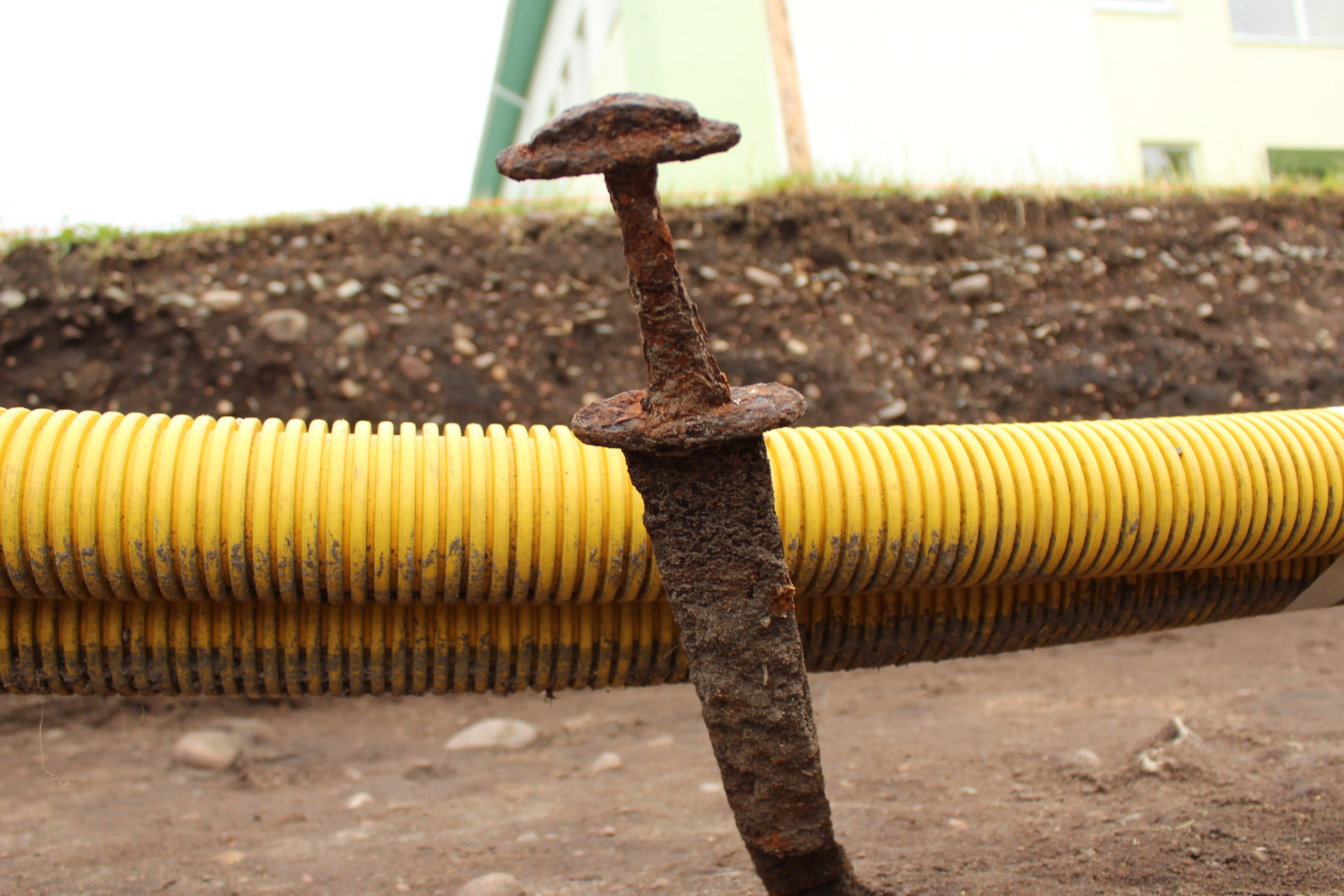
Vikingzwaard, gevonden in een van de scheepsgraven